# Grand Prix moto de France 1978
Le Grand Prix moto de France 1978 est la quatrième manche du Championnat du monde de vitesse moto 1978. La compétition s'est déroulée du 6 au 7 mai 1978 sur le Circuit Paul Armagnac à Nogaro. C'est la 44e édition du Grand Prix moto de France et la 22e édition comptant pour le championnat du monde.

## Résultats des500cm3
| Pos  | Pilote              | Moto   | Temps/Écart   | Points |
| ---- | ------------------- | ------ | ------------- | ------ |
| 1    | Kenny Roberts       | Yamaha | 56 min 42 s 5 | 15     |
| 2    | Pat Hennen          | Suzuki | +10 s 5       | 12     |
| 3    | Barry Sheene        | Suzuki | +29 s 7       | 10     |
| 4    | Christian Estrosi   | Suzuki | +37 s 2       | 8      |
| 5    | Wil Hartog          | Suzuki | +1 min 07 s 3 | 6      |
| 6    | Graziano Rossi      | Suzuki | +1 tour       | 5      |
| 7    | Steve Parrish       | Suzuki | +1 tour       | 4      |
| 8    | Jean-Philippe Orban | Suzuki | +1 tour       | 3      |
| 9    | Carlo Perugini      | Suzuki | +2 tours      | 2      |
| 10   | Kenny Blake         | Yamaha | +2 tours      | 1      |
| 11   | Alex George (en)    | Suzuki | +2 tours      |        |
| 12   | Marc Chabert        | Suzuki | +2 tours      |        |
| 13   | John Woodley        | Suzuki | +2 tours      |        |
| 14   | Franz Rau           | Suzuki | +3 tours      |        |
| 15   | Børge Nielsen       | Suzuki | +3 tours      |        |
| 16   | Gerhard Vogt        | Suzuki | +3 tours      |        |
| 17   | Virginio Ferrari    | Suzuki | +4 tours      |        |
| 18   | John Newbold        | Suzuki | +4 tours      |        |
| 19   | Kimmo Kopra         | Yamaha | +4 tours      |        |
| 20   | Philippe Coulon     | Suzuki | +7 tours      |        |
| 21   | Boet van Dulmen     | Suzuki | +11 tours     |        |
| 22   | Gianfranco Bonera   | Suzuki | +12 tours     |        |
| 23   | Johnny Cecotto      | Yamaha | +16 tours     |        |
| 24   | Alain Beraud        | Yamaha | +18 tours     |        |
| Abd. | Michel Rougerie     | Suzuki | Abandon       |        |
| Abd. | Pierre Tocco        | Yamaha | Abandon       |        |
| Abd. | Jean-Paul Boinet    | Suzuki | Abandon       |        |
| Abd. | Teuvo Länsivuori    | Suzuki | Abandon       |        |
| Abd. | Eddie Roberts       | Suzuki | Abandon       |        |
| Abd. | Leslie van Breda    | Suzuki | Abandon       |        |
| Abd. | René Gutknecht      | Suzuki | Abandon       |        |
| Abd. | Bruno Kneubühler    | Suzuki | Abandon       |        |
| Abd. | Jack Findlay        | Suzuki | Abandon       |        |
| Abd. | Steve Wright        | Yamaha | Abandon       |        |
| Abd. | Takazumi Katayama   | Yamaha | Abandon       |        |
| Abd. | Marco Lucchinelli   | Suzuki | Abandon       |        |
| Np.  | Ikujiro Takai       | Yamaha | Non partant   |        |
| Np.  | Leandro Becheroni   | Suzuki | Non partant   |        |

## Résultats des350cm3
| Pos  | Pilote                 | Moto       | Temps         | Points |
| ---- | ---------------------- | ---------- | ------------- | ------ |
| 1    | Gregg Hansford         | Kawasaki   | 51 min 29 s 2 | 15     |
| 2    | Kork Ballington        | Kawasaki   | +7 s 8        | 12     |
| 3    | Jon Ekerold            | Yamaha     | +46 s 8       | 10     |
| 4    | Tom Herron             | Yamaha     | +54 s 3       | 8      |
| 5    | Vic Soussan            | Yamaha     | +1 min 09 s 1 | 6      |
| 6    | Patrick Fernandez      | Yamaha     | +1 min 11 s 3 | 5      |
| 7    | Olivier Chevallier     | Yamaha     | +1 min 18 s 3 | 4      |
| 8    | Pentti Korhonen        | Yamaha     | +1 min 23 s 8 | 3      |
| 9    | Raymond Roche          | Yamaha     | +1 min 24 s 5 | 2      |
| 10   | Michel Rougerie        | Yamaha     | +1 tour       | 1      |
| 11   | Mick Grant             | Kawasaki   | +1 tour       |        |
| 12   | Clive Padgett          | Yamaha     | +1 tour       |        |
| 13   | Sadao Asami            | Yamaha     | +1 tour       |        |
| 14   | Gianfranco Bonera      | Yamaha     | +1 tour       |        |
| 15   | Chas Mortimer          | Yamaha     | +1 tour       |        |
| 16   | Michel Frutschi        | Yamaha     | +1 tour       |        |
| 17   | Leif Gustafsson        | Yamaha     | +1 tour       |        |
| 18   | Denis Boulom           | Yamaha     | +2 tours      |        |
| 19   | Eero Hyvärinen         | Yamaha     | +3 tours      |        |
| 20   | Michel Rastel          | Yamaha     | +3 tours      |        |
| 21   | Patrick Pons           | Yamaha     | +5 tours      |        |
| Abd. | Christian Sarron       | Yamaha     | Abandon       |        |
| Abd. | John Dodds             | Yamaha     | Abandon       |        |
| Abd. | Jean-Louis Guignabodet | Yamaha     | Abandon       |        |
| Abd. | Anton Mang             | Kawasaki   | Abandon       |        |
| Abd. | Philippe Bouzanne      | Yamaha     | Abandon       |        |
| Abd. | Franco Uncini          | Yamaha     | Abandon       |        |
| Abd. | Franco Solari          | Yamaha     | Abandon       |        |
| Abd. | Mario Lega             | Morbidelli | Abandon       |        |
| Abd. | Guy Bertin             | Yamaha     | Abandon       |        |
| Abd. | John Newbold           | Yamaha     | Abandon       |        |
| Abd. | Jean-Claude Meilland   | Yamaha     | Abandon       |        |
| Abd. | Takazumi Katayama      | Yamaha     | Abandon       |        |
| Abd. | Hervé Moineau          | Yamaha     | Abandon       |        |
| Abd. | Eric Saul              | Yamaha     | Abandon       |        |
| Abd. | Pekka Nurmi            | Yamaha     | Abandon       |        |
| Nq.  | José Cecotto           | Yamaha     | Non qualifié  |        |
| Nq.  | Richard Hubin          | Yamaha     | Non qualifié  |        |

## Résultats des250cm3
| Pos  | Pilote               | Moto            | Temps         | Points |
| ---- | -------------------- | --------------- | ------------- | ------ |
| 1    | Gregg Hansford       | Kawasaki        | 48 min 22 s 1 | 15     |
| 2    | Kenny Roberts        | Yamaha          | +2 s 1        | 12     |
| 3    | Kork Ballington      | Kawasaki        | +25 s 1       | 10     |
| 4    | Jon Ekerold          | Yamaha          | +48 s 9       | 8      |
| 5    | Tom Herron           | Yamaha          | +1 min 07 s 1 | 6      |
| 6    | Raymond Roche        | Yamaha          | +1 min 12 s 7 | 5      |
| 7    | Chas Mortimer        | Maxton-Yamaha   | +1 min 15 s 9 | 4      |
| 8    | Olivier Chevallier   | Yamaha          | +1 min 22 s 6 | 3      |
| 9    | Vic Soussan          | Yamaha          | +1 min 22 s 9 | 2      |
| 10   | Guy Bertin           | Yamaha          | +1 min 23 s 3 | 1      |
| 11   | Franco Uncini        | Yamaha          | +1 tour       |        |
| 12   | Clive Padgett        | Yamaha          | +1 tour       |        |
| 13   | Hervé Moineau        | Yamaha          | +1 tour       |        |
| 14   | Sadao Asami          | Yamaha          | +1 tour       |        |
| 15   | Leif Gustafsson      | Yamaha          | +1 tour       |        |
| 16   | Jean-Claude Meilland | Yamaha          | +1 tour       |        |
| 17   | Jacques Cornu        | Yamaha          | +1 tour       |        |
| 18   | Pierre Tocco         | Yamaha          | +1 tour       |        |
| 19   | Carlos Lavado        | Yamaha          | +2 tours      |        |
| 20   | Josef Hage           | Yamaha          | +2 tours      |        |
| 21   | Patrick Fernandez    | Yamaha          | +4 tours      |        |
| 22   | Eduardo Alemán       | Yamaha          | +9 tours      |        |
| 23   | Philippe Bouzanne    | Yamaha          | +10 tours     |        |
| 24   | Jean-François Baldé  | Kawasaki        | +12 tours     |        |
| Abd. | Christian Estrosi    | Yamaha          | Abandon       |        |
| Abd. | Anton Mang           | Kawasaki        | Abandon       |        |
| Abd. | Eero Hyvärinen       | Yamaha          | Abandon       |        |
| Abd. | John Dodds           | Yamaha          | Abandon       |        |
| Abd. | Thierry Laurens      | Yamaha          | Abandon       |        |
| Abd. | Mick Grant           | Kawasaki        | Abandon       |        |
| Abd. | Roland Freymond      | Yamaha          | Abandon       |        |
| Abd. | Pentti Korhonen      | Yamaha          | Abandon       |        |
| Abd. | Mario Lega           | Morbidelli      | Abandon       |        |
| Abd. | Paolo Pileri         | Morbidelli      | Abandon       |        |
| Abd. | Pierluigi Conforti   | Morbidelli      | Abandon       |        |
| Abd. | Walter Villa         | Harley-Davidson | Abandon       |        |
| Abd. | Eric Saul            | Yamaha          | Abandon       |        |
| Abd. | Denis Boulom         | Yamaha          | Abandon       |        |

## Résultats des125cm3
| Pos  | Pilote                 | Moto       | Temps         | Points |
| ---- | ---------------------- | ---------- | ------------- | ------ |
| 1    | Pierpaolo Bianchi      | Minarelli  | 50 min 21 s 3 | 15     |
| 2    | Eugenio Lazzarini      | MBA        | +12 s 5       | 12     |
| 3    | Per-Edvard Carlsson    | Morbidelli | +33 s 7       | 10     |
| 4    | Maurizio Massimiani    | Morbidelli | +37 s 0       | 8      |
| 5    | Jean-Louis Guignabodet | Morbidelli | +1 min 30 s 9 | 6      |
| 6    | Thierry Noblesse       | Morbidelli | +1 tour       | 5      |
| 7    | Matti Kinnunen         | Morbidelli | +1 tour       | 4      |
| 8    | Patrick Plisson        | Morbidelli | +1 tour       | 3      |
| 9    | Harald Bartol          | Morbidelli | +1 tour       | 2      |
| 10   | Daniel Meyer           | Morbidelli | +1 tour       | 1      |
| 11   | Claude Gorry           | Morbidelli | +1 tour       |        |
| 12   | Stefan Dörflinger      | Morbidelli | +2 tours      |        |
| 13   | Bennie Wilbers         | Morbidelli | +2 tours      |        |
| 14   | Johann Parzer          | Morbidelli | +2 tours      |        |
| 15   | Ernst Fagerer          | Morbidelli | +2 tours      |        |
| 16   | Yves Dupont            | Morbidelli | +3 tours      |        |
| 17   | Jacky Hutteau          | Morbidelli | +3 tours      |        |
| 18   | Pierluigi Conforti     | MBA        | +5 tours      |        |
| 19   | Bernd Schneider        | Bender     | +5 tours      |        |
| 20   | Karl Fuchs             | Morbidelli | +10 tours     |        |
| Abd. | Clive Horton           | Morbidelli | Abandon       |        |
| Abd. | Alain Pellet           | Morbidelli | Abandon       |        |
| Abd. | Thierry Espié          | Motobécane | Abandon       |        |
| Abd. | Claudio Lusuardi       | Morbidelli | Abandon       |        |
| Abd. | Hans Müller            | Morbidelli | Abandon       |        |
| Abd. | Ángel Nieto            | Bultaco    | Abandon       |        |
| Abd. | Werner Schmied         | Rotax      | Abandon       |        |
| Abd. | Marc-Anton Constantin  | Morbidelli | Abandon       |        |
| Abd. | Enrico Cereda          | Morbidelli | Abandon       |        |
| Abd. | Benga Johansson        | Morbidelli | Abandon       |        |
| Abd. | Ricardo Tormo          | Bultaco    | Abandon       |        |
| Abd. | Laurent Gomis          | Morbidelli | Abandon       |        |
| Abd. | Michael Schmid         | Morbidelli | Abandon       |        |
| Abd. | François Granon        | Morbidelli | Abandon       |        |
| Abd. | Ivan Palazzese         | Morbidelli |               |        |

## Résultats des Side-Cars
| Pos | Pilote           | Passager           | Moto          | Temps         | Points |
| --- | ---------------- | ------------------ | ------------- | ------------- | ------ |
| 1   | Rolf Biland      | Kenneth Williams   | BEO-Yamaha    | 46 min 25 s 2 | 15     |
| 2   | Alain Michel     | Stuart Collins     | Seymaz-Yamaha | +2 s 0        | 12     |
| 3   | Malcolm Hobson   | Kenny Birch        | Schmid-Yamaha | +48 s 5       | 10     |
| 4   | George O'Dell    | Cliff Holland      | Seymaz-Yamaha | +1 min 25 s 9 | 8      |
| 5   | Bruno Holzer     | Karl Meierhans     | LCR-Yamaha    | +1 min 26 s 4 | 6      |
| 6   | Werner Schwärzel | Andreas Huber      | ARO-Fath      | +1 tour       | 5      |
| 7   | Jock Taylor      | Lewis Ward         | Windle-Yamaha |               | 4      |
| 8   | Göte Brodin      | Per-Erik Wickström | Windle-Yamaha |               | 3      |
| 9   | Bill Hodgkins    | John Parkins       | Windle-Yamaha |               | 2      |
| 10  | Gérald Corbaz    | Roland Gabriel     | Schmid-Yamaha |               | 1      |
| 11  | ...              | ...                | ...           |               |        |